# Boris Afanasijev
Boris Ivanovič Afanasijev (rusko Борис Иванович Афанасьев), ruski nogometaš, hokejist in hokejski trener, * 1913, Ruski imperij, † 1983, Sovjetska zveza.
Afanasijev je branil za CSKA Moskva v sovjetski hokejski ligi. Obenem je igral tudi nogomet, med letoma 1929 in 1933 ter 1944 in 1948 za CSKA Moskva, leta 1933 za Doukate, med letoma 1934 in 1937 za Dinamo Bolčevo in med letoma 1938 in 1941 za Dinamo Kijev.
Po končani športni karieri je deloval kot trener, v sezonah 1972/73 in 1973/74 je vodil HK Jesenice v jugoslovanski ligi ter osvojil po en naslov prvaka in podprvaka.
Leta 1948 je bil sprejet v Ruski hokejski hram slavnih ob njegovi otvoritvi.